# وازیک قازاریان
وازیک قازاریان (به ارمنی Վազիկ Ղազարեան - به انگلیس Vazik Kazarian)، (زاده ۱۳۱۶ خورشیدی، در آبادان)، ورزشکار ایرانی ارمنی‌تبار در رشته ورزشی بوکس بود.

## کارنامه ورزشی
- ایران در بازی‌های آسیایی ۱۹۵۸ - مدال نقره